# Lino Maupas
Lino Maupas OFM (ur. 30 sierpnia 1866 w Splicie, zm. 14 maja 1924 w Parmie) – chorwacki duchowny, franciszkanin, sługa Boży Kościoła katolickiego.

## Życiorys
Był ostatnim z dziesięciorga dzieci, pochodzącego z francuskiej rodziny szlacheckiej, Jana Maupasa i aktorki Rosy Marini z Avezzano. Uczęszczał najpierw do szkoły w Splicie, a następnie w Zadarze, gdzie cała rodzina zamieszkała w 1879. Do franciszkanów wstąpił 30 września 1882 w Koprze, przyjmując imię zakonne Piotr. Po ukończeniu nowicjatu przebywał w klasztorze w Košljunie do 1885, następnie opuścił zakon.
Ponownie wstąpił do franciszkanów za generalatu Luigiego z Parmy OFM. Maupas powtórzył nowicjat w Fucecchio w Toskanii. Przyjął imię zakonne Lino. Profesję zakonną złożył w 1889. Będąc jeszcze alumnem, został przeznaczony dla misji w Albanii w Szkodrze. Ze względów zdrowotnych musiał jednak powrócić do Włoch. Pozostał w prowincji bolońskiej Zakonu Braci Mniejszych. Święcenia kapłańskie przyjął 30 listopada 1890 z rąk bpa Domenico Svampy. W 1892 został skierowany przez władze zakonne do Cortemaggiore. Rok później został przeniesiony do Parmy, w której pracował przez następne 31 lat. W pracy duszpasterskiej odznaczał się szczególną troską o biednych, dla których wynosił z konwentu dobra materialne, przede wszystkim jednak pożywienie, w czym nie znajdywał akceptacji ze strony wspólnoty.
W 1900 o. Lino został kapelanem więziennym. Wzbudzał szacunek odbywających wyroki. Szukał pracy dla opuszczających zakład. Organizował wizyty biskupie, m.in. przyszłego świętego Guido Maria Confortiego. W czasie zamieszek uratował od spalenia swój własny klasztor, który za namową grupy antyklerykałów chciał podpalić rozwścieczony tłum. W czasie rozruchów w latach 1898, 1907 i 1914 pomagał rodzinom zatrzymanych, interweniował w sądach, uspokajał władze miasta, powstrzymując przed zbrojną interwencją. W 1910 powierzono o. Lino obowiązki kapelana zakładu dla nieletnich, oddalonego trzy kilometry od Parmy. Zaangażowanie w działalność społeczną uniemożliwiało o. Lino prowadzenie wymaganego prawem kościelnym życia zakonnego. Władze zakonu postanowiły pozwolić mu na przebywanie poza klasztorem. W czasie I wojny światowej organizował pomoc dla jeńców wojennych. Zmarł nagle 14 maja 1924. Proces beatyfikacyjny otwarto 23 października 1948. Tytuł czcigodnego nadano mu 26 marca 1999.

## W kulturze
Życie sługi Bożego o. Lino było inspiracją dla reżysera Paolo Cavary, który w 1979 nakręcił film zatytułowany Atsalut pader, z Giannim Caviną w roli głównej.